# Кубок Румунії з футболу 2008—2009
Кубок Румунії з футболу 2008—2009 — 71-й розіграш кубкового футбольного турніру в Румунії. Титул вдруге поспіль здобув ЧФР (Клуж-Напока).

## 1/16 фіналу
| Команда 1                           | Рахунок        | Команда 2              |
| ----------------------------------- | -------------- | ---------------------- |
| 14 жовтня 2008                      |                |                        |
| Ботошані (2)                        | 0:0 пен. 4:3   | Глорія (Бузеу)         |
| Університатя (Клуж-Напока) (2)      | 3:3 пен. 10:11 | ЧФР (Клуж-Напока)      |
| Плоєшті (2)                         | 1:3            | Університатя (Крайова) |
| Триколорул (Бряза) (3)              | 1:2            | Оцелул                 |
| Римніку-Вилча (2)                   | 0:1            | Отопень                |
| Тиргу-Муреш (2)                     | 1:2            | Динамо (Бухарест)      |
| Спортул Студенцеск (2)              | 2:0            | Стяуа                  |
| ЧФР-2 (Клуж-Напока) (3)             | 0:1            | Тімішоара              |
| 15 жовтня 2008                      |                |                        |
| ЧФР Тімішоара (2)                   | 1:4            | Глорія (Бистриця)      |
| Бакеу (2)                           | 0:1            | Пандурій               |
| Інтернаціонал (Куртя-де-Арджеш) (2) | 2:1            | Арджеш                 |
| Мінерул (Лупені) (2)                | 0:4            | Уніря (Урзічень)       |
| Фарул (Констанца)                   | 0:1            | Брашов                 |
| Дунеря (Галац) (2)                  | 0:0 пен. 4:2   | Газ Метан (Медіаш)     |
| 16 жовтня 2008                      |                |                        |
| Петролул (2)                        | 2:3 дч         | Рапід (Бухарест)       |
| 4 листопада 2008                    |                |                        |
| Васлуй                              | 3:0            | Політехніка (Ясси)     |

## 1/8 фіналу
| Команда 1              | Рахунок      | Команда 2                           |
| ---------------------- | ------------ | ----------------------------------- |
| 11 листопада 2008      |              |                                     |
| Дунеря (Галац) (2)     | 1:2          | Тімішоара                           |
| Уніря (Урзічень)       | 1:0          | Оцелул                              |
| 12 листопада 2008      |              |                                     |
| Отопень                | 1:2          | Васлуй                              |
| Рапід (Бухарест)       | 3:0          | Інтернаціонал (Куртя-де-Арджеш) (2) |
| Глорія (Бистриця)      | 1:1 пен. 4:2 | Брашов                              |
| Ботошані (2)           | 1:3          | Динамо (Бухарест)                   |
| Університатя (Крайова) | 1:4          | Пандурій                            |
| 13 листопада 2008      |              |                                     |
| Спортул Студенцеск (2) | 0:1          | ЧФР (Клуж-Напока)                   |

## 1/4 фіналу
| Команда 1         | Рахунок | Команда 2         |
| ----------------- | ------- | ----------------- |
| 14 квітня 2009    |         |                   |
| ЧФР (Клуж-Напока) | 1:0     | Пандурій          |
| Уніря (Урзічень)  | 0:2     | Васлуй            |
| 15 квітня 2009    |         |                   |
| Динамо (Бухарест) | 4:2     | Рапід (Бухарест)  |
| Тімішоара         | 2:0     | Глорія (Бистриця) |

## 1/2 фіналу
| Команда 1         | Рахунок | Команда 2 |
| ----------------- | ------- | --------- |
| 28 квітня 2009    |         |           |
| Динамо (Бухарест) | 1:4     | Тімішоара |
| 29 квітня 2009    |         |           |
| ЧФР (Клуж-Напока) | 2:0     | Васлуй    |

## Фінал
| 13 червня 2009 21:00 (EEST) |

| ЧФР (Клуж-Напока)                    | 3:0      | Тімішоара |
| ------------------------------------ | -------- | --------- |
| Дяк 6' Перальта 28' (пен.) Куліо 53' | Протокол |           |

| Тудор Владіміреску, Тиргу-Жіу Глядачів: 10 000 Арбітр: Крістіан Балай |